# Billy Powell

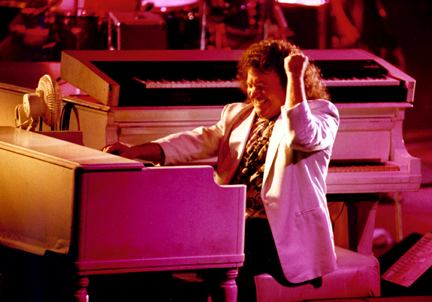
Billy Powell

Billy Powell född 3 juni 1952 i Corpus Christi i Texas, död 28 januari 2009 i Orange Park i Clay County, Florida, var en amerikansk musiker, keyboardspelare i rockbandet Lynyrd Skynyrd.
Powell växte upp i Corpus Christi i Texas och började spela piano som liten. Han flyttade i tonåren med sin familj till Jacksonville i Florida. Han gick där på Bishop Kenny High School, där han träffade Leon Wilkeson, framtida basist i Lynyrd Skynyrd. Powell ville börja spela med bandet, och arbetade därför som roadie åt dem. När de laddade upp inför en spelning en dag spelade Powell sin egen version av Free Bird. Ronnie Van Zant blev imponerad och sade åt honom att sluta som roadie och sätta sig bakom pianot istället. Så kom Powell med i gruppen.
När bandet slutade 1977 startade Powell ett eget band, som han hade till dess att Lynyrd Skynyrd återförenades igen 1987. Powell och Gary Rossington var då de enda medlemmarna från den klassiska uppställningen som fortfarande spelade i bandet.
Billy Powell avled av sjukdom i sitt hem i USA den 28 januari 2009. Han blev 56 år gammal.